# Victor Fabian
Victor Fabian Jensen (født 8. marts 1869 i København, død 25. april 1922) var en dansk skuespiller som medvirkede i en lang række stumfilm for Nordisk Film i årene 1910 og 1911. Hovedsageligt spillede han farcer og små komedier. I 1910 havde Nordisk Film en serie af farcer med ham i hovedrollen: Fabians Skovtur, Fabian renser Kakkelovn, Fabian paa Kærlighedsstien, Fabian ordner Gardinstang, Fabian kører i Skoven, Fabian henter Jordemoder, Fabian har Tandpine, Fabian paa Rottejagt og Fabian som Afholdsmand. Han forlod Nordisk Film i 1911.

## Filmografi
| - Vildmanden (Instruktør Viggo Larsen, 1908) - Den ny Huslærer (som Hr. Spag, musiklærer; ukendt instruktør, 1910) - Dobbeltgængeren (som bedragerens kumpan; Instruktør Holger Rasmussen, 1910) - Kean (Instruktør Holger Rasmussen, 1910) - Fabians Skovtur (ukendt instruktør, 1910) - Den hvide Slavehandel (Instruktør August Blom, 1910) - Tullemands Frieri (ukendt instruktør, 1910) - Den sorte Domino (ukendt instruktør, 1910) - Blind Alarm (ukendt instruktør, 1910) - Samvittighedens Stemme (ukendt instruktør, 1910) - Fabian renser Kakkelovn (ukendt instruktør, 1910) - Fabian paa Kærlighedsstien (ukendt instruktør, 1910) - Fabian ordner Gardinstang (ukendt instruktør, 1910) - Fabian kører i Skoven (ukendt instruktør, 1910) - Fabian henter Jordemoder (ukendt instruktør, 1910) - Fabian har Tandpine (ukendt instruktør, 1910) - En Bortførelse (ukendt instruktør, 1910) - Bjørnejagten (ukendt instruktør, 1910) - Fabian paa Rottejagt (ukendt instruktør, 1910) - To Tjenestepiger (ukendt instruktør, 1910) - Soldatens glade Liv (ukendt instruktør, 1910) - Lattermaskinen (ukendt instruktør, 1910) - Hvem er hun? (Instruktør Holger Rasmussen, 1910) - Gebisset (ukendt instruktør, 1910) | - Fabian som Afholdsmand (ukendt instruktør, 1910) - Sherlock Holmes i Bondefangerklør (ukendt instruktør, 1910) - Tankelæseren (ukendt instruktør, 1910) - Medbejlerens Hævn (ukendt instruktør, 1910) - Professorens Distraktion (ukendt instruktør, 1910) - Svigermoder kommer (ukendt instruktør) - De to Medbejlere (ukendt instruktør, 1910) - Den stjaalne Politibetjent (ukendt instruktør, 1910) - Den skæbnesvangre Opfindelse (Instruktør August Blom, 1910) - Den heldige Bananmand (ukendt instruktør, 1910) - Mads i Staden (ukendt instruktør, 1910) - Dyrekøbt Glimmer (som kontorist; Instruktør Urban Gad, 1911) - Carl Alstrup ved Skomagerlæsten (ukendt instruktør, 1911) - Eksplosionen i den store Kulgrube (Instruktør Viggo Larsen, 1911) - Nonnen fra Asminderød (som munk; ukendt instruktør, 1911) - Den stjaalne Millionobligation (som politiofficer; ukendt instruktør, 1911) - Spilopmageren (ukendt instruktør, 1911) - Elektricermanskinen (1910) - Landsbymusikantens Kærlighed (1910) - Efter en bedre Middag (1911) - Mislykket Optagelse af levende Billeder (William Augustinus, 1911) - Skarpretterens Søn (ukendt instruktør) |